# ヘルマン・ファンスプリンヘル

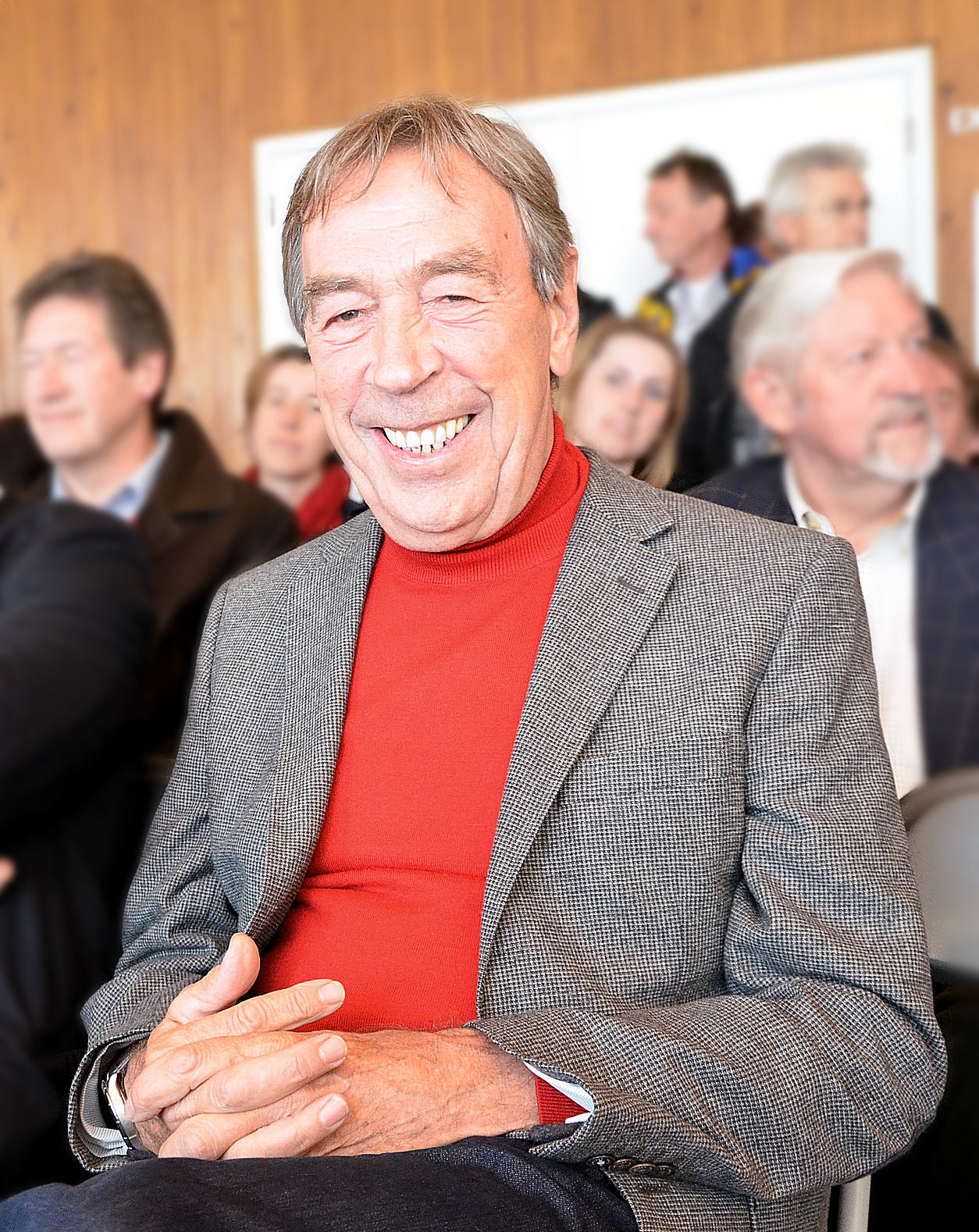
ヘルマン・ファンスプリンヘル

ヘルマン・ファンスプリンヘル（Herman Vanspringel、1943年8月14日 - 2022年8月25日）は、ベルギー、ランスト出身の元自転車競技（ロードレース）選手。ヘルマン・バンスプリンゲルと表記する自転車競技雑誌もある。

## 来歴
毎年平均560キロ以上、長い時は600キロを超えるコースが設定され、「ダービー・オブ・ザ・ロード」の愛称があるワンデーレースのボルドー〜パリで7回優勝し、この事実に敬意を示したフランス人から、『ムッシュ・ボルドー〜パリ（Monsieur Bordeaux-Paris）』の愛称をつけられた名レーサー。
主にクラシックレースの活躍が目立つが、グランツールでも2回総合2位がある。とりわけ惜しかったのは、1968年のツール・ド・フランス。第22ステージ(a)まで総合首位に立ち、総合優勝目前の展開を迎えたが、最終ステージである第22ステージ(b)の個人タイムトライアルにおいてヤン・ヤンセンに抜かれ、わずか38秒差で涙を呑んだ。だが、同年の年間シリーズ戦であるスーパープレスティージュでは見事総合優勝を果たした。また、1971年のジロ・デ・イタリアでも、イェスタ・ペーテルソンに次いで2位となった。
1965年から1981年までプロ選手として活動を続け、通算でツール・ド・フランスのステージ5勝やイル・ロンバルディアでの優勝を含む62勝を挙げた。

## エディ・メルクスとの関係
エディ・メルクスとは同国出身で生誕地が50キロほどしか離れておらず、ファンスプリンヘルの方が2歳上、プロ入りは半年違いで共に卓越した実力があることから世間は2人をライバル的存在と見ていた。
しかし、ファンスプリンヘルはメルクスと友人であり、プロとしての実績が殆ど無いルーキーの頃からメルクスのことを高く買っていた。
1966年の3月に他チームながら前年途中からプロに転向し、チームから提供されるフレームに満足していなかったメルクスを自転車工房のマーズィの元へ連れて行った。その時ファンスプリンヘルは職人のアルベルト・マーズィに「このルーキー（メルクス）はミラノ〜サンレモで3位以内に入るよ。」と言った。数日後、この時作らせたフレームを使ってメルクスはプロとして初のビッグタイトルであるミラノ〜サンレモを制した。また、ファンスプリンヘルは同じレースで自身最高位の3位に入っている。
また、1971年から72年まではモルテーニに所属し、メルクスのチームメイトでもあった。

## 主要実績
- スーパープレスティージュ総合優勝 (1968)
- ツール・ド・フランス

1966…総合6位
1967…総合24位（区間1勝）
1968…総合2位（区間1勝）
1969…総合18位（区間2勝）
1971…総合14位（区間1勝）
1973…総合6位。ポイント賞
1974…総合10位
1975…総合31位
- ジロ・デ・イタリア

1971…総合2位
- 世界選手権…2位(1968)
- 以下、ワンデイレース優勝実績

 ベルギー選手権(1971)
ジロ・ディ・ロンバルディア (1968)
ヘント〜ウェヴェルヘム (1966)
オムロープ・ヘット・フォルク (1968)
パリ〜ツール (1969)
グランプリ・デ・ナシオン (1969, 1970)
ボルドー〜パリ (1970, 1974, 1975, 1977, 1978, 1980, 1981)
チューリッヒ選手権 (1971)
E3プライス・フラーンデレン (1974)